# Танганьика (провинция)
Танганьика (фр. Tanganyika) — одна из 26 провинций Демократической Республики Конго. Административный центр — город Калемие. Расположена на юго-востоке страны. Новое административное деление, по которому страна разделена на 26 провинций, заложено в Конституции 2006 года, однако на конец 2010 года ещё не было ратифицировано и не вступило в силу. Действует старое административное деление, согласно которому Танганьика является округом в составе провинции Катанга.

## География
Провинция ограничена с востока озером Танганьика. Технически она расположена на границе с Танзанией и Замбией. Административный центр Калемие также находится на озере.

## История
Территория, на которой образована провинция, входила до 1960 года в состав Бельгийского Конго. Территория Катанги, и, в частности, округа Танганьика, исключительно богата полезными ископаемыми. После предоставления независимости Конго на этих территориях образовалось независимое Государство Катанга. В 1961 году тут произошло восстание народа луба против этого государства. В 1961 году Танганьика была вновь завоёвана государством Катанга, и в том же году — центральным правительством Киншасы. С 11 июля 1962 года по 28 декабря 1966 года современная Танганьика была самостоятельной провинцией Северная Катанга, но затем правительство Мобуту включило её в состав провинции Катанга.

## Административное деление
- Кабало (Kabalo)
- Калемие (Kalemie)
- Конголо (Kongolo)
- Маноно (Manono)
- Моба (Moba)
- Нюнзу (Nyunzu)